# Anna Machcewicz
Anna Machcewicz z domu Rusinowska (ur. 10 marca 1965 w Warszawie) – polska historyczka i dziennikarka, badaczka dziejów najnowszych Polski, pracuje w Instytucie Studiów Politycznych PAN.

## Życiorys
W 1991 ukończyła studia historyczne na Uniwersytecie Warszawskim. Pracę magisterską napisała pod kierunkiem Jerzego Holzera. W 2015 obroniła pracę doktorską (napisaną pod kierunkiem prof. Andrzeja Friszke) w Instytucie Studiów Politycznych PAN pt. Strajki w Trójmieście w sierpniu 1989. Geneza i mechanizmy ruchu społecznego.
Autorka m.in. biografii Kazimierza Moczarskiego oraz monografii Bunt. Strajki w Trójmieście 1980 na temat strajków na wybrzeżu w sierpniu 1980. Za tę ostatnią w 2016 otrzymała Nagrodę im. Jana Długosza za książkę. Laureatka nagrody historycznej „Polityki” za rok 2015 w kategorii „pamiętniki, relacje, wspomnienia” za opracowanie „Życie tak nas głupio rozłącza... Listy więzienne 1946-1956 Zofii i Kazimierza Moczarskich.
W 2017 została członkiem jury Nagrody Historycznej im. Kazimierza Moczarskiego.
Publikuje artykuły poświęcone najnowszej historii Polski na łamach „Gazety Wyborczej”, „Polityki” oraz „Tygodnika Powszechnego”.
Jej mężem jest historyk Paweł Machcewicz.

## Publikacje
- Kazimierz Moczarski. Biografia, SIW Znak, Kraków 2009
- Węzły pamięci niepodległej Polski, praca zbiorowa, redakcja Zdzisław Najder, Anna Machcewicz i inni, Warszawa-Kraków 2014
- Bunt. Strajki w Trójmieście 1980, Europejskie Centrum Solidarności, Gdańsk 2015
- Życie nas tak głupio rozłącza. Listy więzienne Zofii i Kazimierza Moczarskich 1946-1956, Więź, Warszawa 2015